# Paulina Stochniałek
Paulina Stochniałek-Dąbrowska (ur. 11 czerwca 1976 w Poznaniu) – polska samorządowiec, menedżer i przedsiębiorca, w latach 2020–2024 członek zarządu województwa wielkopolskiego VI kadencji.

## Życiorys
Ukończyła finanse i zarządzanie w Wyższej Szkole Bankowej w Poznaniu oraz zarządzanie i marketing na Uniwersytecie im. Adama Mickiewicza w Poznaniu. Kształciła się także na studiach typu MBA. Pracowała jako dyrektor ds. finansów i kadr w korporacji, główna księgowa szpitala klinicznego, a także prezes spółki informatycznej. Zajmowała się prowadzeniem działalności gospodarczej, prowadziła także szkolenia.
Zaangażowała się w działalność polityczną w ramach Platformy Obywatelskiej. W 2018 i 2024 wybierana do sejmiku wielkopolskiego]. 13 lipca 2020 powołana na stanowisko członka zarządu województwa wielkopolskiego (w miejsce Marzeny Wodzińskiej). Powierzono jej odpowiedzialność za zdrowie, edukację, naukę i politykę społeczną. Zakończyła pełnienie funkcji wraz z całym zarządem 20 maja 2024.
Mężatka, ma dwoje dzieci.